# 아파치 피그
피그(Pig)는 대용량 데이터 집합을 분석하기 위한 플랫폼으로 아파치 하둡(Apache Hadoop)을 이용하여 맵리듀스(MapReduce)를 사용하기 위한 높은 수준의 스크립트 언어와 이를 위한 인프라로 구성되어 있다.
현재, 피그의 인프라 구조 계층은 컴파일러로 구성되어 있으며 대용량 병렬처리를 위한 맵리듀스 프로그램의 데이터 변환 순서를 만든다. 피그의 언어 계층은 현재 피그 라틴이라 불리는 텍스트 기반의 언어로 이루어져 있다. 이것의 주요 특징은 프로그래밍하기가 쉬우며, 최적화 할 수 있는 방법을 제공하고 사용자가 특수 목적을 위한 자신의 함수를 만들 수 있는 확장성을 제공한다는 것이다.
피그는 처음에 야후 연구소에서 2006년경에 매우 커다란 데이터 집합들을 처리하기 위한 맵리듀스 쟙들을 계획하지 않고 필요할 때 생성하고 처리하기 위한 방법을 연구하는 목적으로 개발되었다. 2007년 아파치 소프트웨어 재단으로 옮겨졌다.

## 역사
| 버전                                                            | 최초 출시일 | 최신 버전 | 출시일     |
| --------------------------------------------------------------- | ----------- | --------- | ---------- |
| 0.1                                                             | 2008-09-11  | 0.1.1     | 2008-12-05 |
| 0.2                                                             | 2009-04-08  | 0.2.0     | 2009-04-08 |
| 0.3                                                             | 2009-06-25  | 0.3.0     | 2009-06-25 |
| 0.4                                                             | 2009-08-29  | 0.4.0     | 2009-08-29 |
| 0.5                                                             | 2009-09-29  | 0.5.0     | 2009-09-29 |
| 0.6                                                             | 2010-03-01  | 0.6.0     | 2010-03-01 |
| 0.7                                                             | 2010-05-13  | 0.7.0     | 2010-05-13 |
| 0.8                                                             | 2010-12-17  | 0.8.1     | 2011-04-24 |
| 0.9                                                             | 2011-07-29  | 0.9.2     | 2012-01-22 |
| 0.10                                                            | 2012-01-22  | 0.10.1    | 2012-04-25 |
| 0.11                                                            | 2013-02-21  | 0.11.1    | 2013-04-01 |
| 0.12                                                            | 2013-10-14  | 0.12.1    | 2014-04-14 |
| 0.13                                                            | 2014-07-04  | 0.13.0    | 2014-07-04 |
| 0.14                                                            | 2014-11-20  | 0.14.0    | 2014-11-20 |
| 0.15                                                            | 2015-06-06  | 0.15.0    | 2015-06-06 |
| 0.16                                                            | 2016-06-08  | 0.16.0    | 2016-06-08 |
| 0.17                                                            | 2017-06-19  | 0.17.0    | 2017-06-19 |
| 범례:오래된 버전오래된 버전, 지원 중최신 버전최신 미리보기 버전 |             |           |            |

## 예시
아래는 피크 라틴의 워드 카운트 프로그램의 예시이다:
```
 
input_lines
 
=
 
LOAD
 
'/tmp/my-copy-of-all-pages-on-internet'
 
AS
 
(
line:
chararray
);

 

 
-- Extract words from each line and put them into a pig bag

 
-- datatype, then flatten the bag to get one word on each row

 
words
 
=
 
FOREACH
 
input_lines
 
GENERATE
 
FLATTEN
(
TOKENIZE
(
line
))
 
AS
 
word;

 

 
-- filter out any words that are just white spaces

 
filtered_words
 
=
 
FILTER
 
words
 
BY
 
word
 
MATCHES
 
'\\w+'
;

 

 
-- create a group for each word

 
word_groups
 
=
 
GROUP
 
filtered_words
 
BY
 
word;

 

 
-- count the entries in each group

 
word_count
 
=
 
FOREACH
 
word_groups
 
GENERATE
 
COUNT
(
filtered_words
)
 
AS
 
count
,
 
group
 
AS
 
word;

 

 
-- order the records by count

 
ordered_word_count
 
=
 
ORDER
 
word_count
 
BY
 
count
 
DESC
;

 
STORE
 
ordered_word_count
 
INTO
 
'/tmp/number-of-words-on-internet'
;

```

## 같이 보기
- 하둡
- 아파치 스쿱
- 아파치 주키퍼
- 아파치 하이브
- 아파치 HBase